# Час від часу (фільм)
«Час від часу» (англ. From Time to Time) — британський пригодницький фільм 2009 р. режисера Джуліана Феллоуз. У ролях: Меггі Сміт, Тімоті Сполл, Каріс ван Хаутен, Алекс Етель, Еліза Беннетт, Елізабет Дермот-Волш, Домінік Вест, Х'ю Бонневілль. Екранізація дитячого роману Люсі М. Бостон. Фільм знімався у графстві Дорсет.

## Сюжет
Британські примарні історії переплітаються між двома світами, які знаходиться у двох століттях один від одного. У 1944 році, наприкінці Другої світової війни, 13-річний Толлі виявляє, що може подорожувати таємничо між сьогоденням і 1700-ми роками. Починається пригода, яка відкриває сімейні таємниці, поховані протягом поколінь.

## Ролі
- Алекс Етель — Толлі
- Тімоті Сполл — Боггіс
- Меггі Сміт — пані Олдноу
- Полін Коллінз — пані Твідл
- Еліза Беннетт — Сьюзан
- Рейчел Белл — Перкінс
- Домінік Вест — Кекстон
- Дуглас Бут — Сефтон